# Beccariophoenix
Genre
Classification phylogénétique
Espèces de rang inférieur
- Beccariophoenix alfredii
- Beccariophoenix fenestralis
- Beccariophoenix madagascariensis

Beccariophoenix est un genre de palmiers de la famille des Arecaceae originaire de Madagascar. Il est nommé en l'honneur du botaniste Odoardo Beccari (1843-1920).
Il comprend trois taxons:
- Beccariophoenix madagascariensis, décrit de longue date mais très rare tant dans la nature que dans le commerce, et deux autres qui sont encore en cours d'étude:
- Beccariophoenix fenestralis, le plus courant dans le commerce, vendu à tort comme B. madagascariensis ;
- et Beccariophoenix alfredii, originaire des hauts plateaux.

## Classification
- Famille des Arecaceae
  - Sous-famille des Arecoideae
    - Tribu des Cocoeae
      - Sous-tribu des  Attaleinae

Ce genre partage sa sous-tribu avec neuf autres genres :    Jubaeopsis,  Voanioala ,  Allagoptera,  Attalea,  Butia,  Cocos,  Jubaea, Syagrus   et Parajubaea